# Apyrrothrix
Genre
Apyrrothrix est un genre de lépidoptères de la famille des Hesperiidae, de la sous-famille des Pyrginae et de la tribu des Pyrrhopygini.

## Dénomination
Le genre Apyrrothrix a été nommé par Arthur Ward Lindsey en 1921.

## Sous-espèces
- Apyrrothrix araxes (Hewitson, 1867); présent au Mexique.
- Apyrrothrix arizonae (Godman & Salvin, 1893); présent dans le sud des USA, au Texas, au Nouveau-Mexique et en Arizona, et au Mexique[1].